# Highland-on-the-Lake
Highland-on-the-Lake es un lugar designado por el censo ubicado en el condado de Erie en el estado estadounidense de Nueva York. En el Censo de 2020 tenía una población de 2733 habitantes y una densidad poblacional de 710,38 habitantes por km². Fue incluido como CDP en el censo de 2020.

## Geografía
Highland-on-the-Lake se encuentra ubicado en las coordenadas 42°42′00″N 78°58′59″O / 42.70000, -78.98306. Según la Oficina del Censo de los Estados Unidos,  tiene una superficie total de 5,30 km², de la cual 5,28 km² corresponden a tierra firme y 0,02 km² a agua.